# 1662 km
1662 km (ukr. 1662 км, ros. 1662 км) – przystanek kolejowy w rejonie wołowieckim, w obwodzie zakarpackim, na Ukrainie. Leży na linii Lwów – Stryj – Batiowo – Czop.